# 통진중학교
통진중학교(通津中學校)는 대한민국 경기도 김포시 통진읍 마송리에 있는 사립 중학교이고, 1947년 7월 17일에 경기김포통진고등공민학원으로 첫 개교되었다. 

## 학교 연혁
- 1947년 7월 17일 : 통진고등공민학교 인가
- 1949년 9월 5일 : 통진고등공민학교 개교
- 1951년 3월 6일 : 통진중학교 인가
- 1951년 4월 1일 : 통진중학교 개교
- 1982년 8월 : 본관 15개 교실 강당 준공(지상4층)
- 1988년 9월 : 향토문화관 150평 준공(지상2층)
- 1993년 2월 : 교사 1동(12개 교실) 신축
- 1999년 8월 : 본관 5개 교실 증축
- 2011년 12월 : 축구부 기숙사 완공
- 2022년 3월 1일 : 제20대 김태왕 교장 취임
- 2022년 4월 22일 : 제5대 전형렴 이사장 취임
- 2024년 1월 9일 : 제71회 졸업생 168명, 총 누계 15,663명
- 2025년 1월 15일 : 제71회 졸업생 139명, 총 누계 15,802명

## 참고 자료
- 통진중학교 - 한국교육학술정보원 학교알리미